# Ciência culto à carga
Ciência culto à carga compreende práticas que aparentam serem científicas mas que, na realidade, não seguem o método científico. O termo foi usado pela primeira vez pelo físico Richard Feynman durante um discurso de formatura no Instituto de Tecnologia da Califórnia em 1974.
O termo faz referência ao culto à carga, uma prática religiosa que pode surgir em sociedades tribais na esteira de interação com culturas tecnologicamente avançadas. Essa prática se concentra na obtenção de riqueza material (a "carga") da cultura avançada, e se manifesta na reprodução, aparentemente semelhante mas não funcional, de elementos das culturas tecnologicamente avançadas pelas culturas tribais.

## O discurso de Feynman
O discurso foi amplamente divulgado e Feynman adaptou-o em seu livro Surely You're Joking, Mr. Feynman!. Ele baseou a expressão em um conceito da antropologia, o culto à carga, que descreve como algumas culturas pré-científicas interpretam visitantes tecnologicamente sofisticados, que em algum momento lhes trazem produtos ou cargas (por exemplo alimento), como figuras religiosas ou sobrenaturais. Mais tarde, em um esforço para atrair esses visitantes para uma segunda visita, os nativos desenvolvem e engajam-se em complexos rituais religiosos que envolvem espelhar o comportamento desses visitantes (por exemplo simulam manipular suas máquinas) e construir artefatos e estruturas que aparentam semelhança com aqueles observados em poder dos visitantes. Em sentido figurado, assim como adeptos do culto à carga criam imitações de aeroportos que não são capazes de receber aviões, cientistas de culto à carga adotam condutas equivocadas de investigação que superficialmente se semelham ao método científico, mas que não consegue produzir resultados cientificamente úteis.

Um exemplo apresentado por Feynman primeiro em seu discurso e depois reproduzido em seu livro retrata isso:
Nos Mares do Sul, existem povos de culto à carga. Durante a guerra, eles viram aviões aterrissarem trazendo um monte de produtos, e agora eles querem que a mesma coisa volte a acontecer. Então eles passaram a criar imitações de coisas como pistas [de aeroportos], colocar fogos ao longo dos lados das pistas, construir uma cabine de madeira e pôr um homem para se sentar nela, com dois pedaços de madeira em sua cabeça como fones de ouvido, e barras de bambu saindo como antenas—ele é o controlador—e eles esperam que aviões aterrissem. Eles estão fazendo tudo certo. A formula é perfeita. Tudo se parece exatamente como era antes. Mas não funciona. Nenhum avião aterrissa. Eu chamo essas coisas de ciência de culto à carga porque elas seguem todos preceitos e formas aparentes da investigação científica, mas não vêem que falta algo essencial, afinal os aviões não aterrissam.

Feynman, advertiu que, para evitarem tornar-se cientistas de culto à carga, pesquisadores devem evitar enganarem-se, estar dispostos a questionar e duvidar de suas próprias teorias e resultados, e investigar possíveis falhas em sua teoria ou experimento. Ele recomendou que os pesquisadores adotem um nível de honestidade excepcionalmente elevado, que raramente é encontrado na vida cotidiana, e apresentou exemplos de publicidade, política e psicologia para ilustrar a desonestidade quotidiana que é inaceitável em ciência. Como Feynman advertiu:
Com a experiência, nós aprendemos que a verdade emerge. Outros pesquisadores vão repetir a sua experiência e descobrir se você estava certo ou errado. Os fenômenos da natureza vão concordar ou discordar com a sua teoria. E, embora você possa adquirir alguma fama e emoção temporárias, você não vai ganhar uma boa reputação como cientista se você não tentou ser muito cuidadoso neste tipo de trabalho. E é este tipo de integridade, esse tipo de cuidado para não enganar a si mesmo, que está em grande ausente das pesquisas da ciência de culto à carga.

Um exemplo de ciência de culto à carga é um experimento que utiliza os resultados de um outro pesquisador, em vez de um controle experimental. Como as condições do outro pesquisador podem ser diferentes daquelas do presente experimento, de maneiras desconhecidas, as diferenças nos resultados podem não ter qualquer relação com a variável independente que está sendo estudada. Outros exemplos, dados por Feynman, são das áreas da pedagogia, psicologia (particularmente parapsicologia) e da física. Ele também menciona outros tipos de desonestidade, por exemplo promover falsamente uma investigação com o objetivo de obter financiamentos.

## Exemplos específicos
- Experiência da gota de óleo: O exemplo da história de publicações de resultados deste experimento é  dado em Surely You're Joking, Mr. Feynman!. Segundo seu autor, cada nova publicação lentamente e silenciosamente desviou-se mais e mais dos valores iniciais (errados) apresentados por Robert Millikan, em direção ao valor correto. Segundo Feynman o que se deveria esperar dos resultados desses estudos é uma distribuição aleatória em torno do que agora acredita-se ser o resultado correto. Segundo ele, a lenta deriva na história cronológica dos resultados desse experimento sugere que ninguém queria contradizer resultados anteriores, e por isso apenas eram publicados resultados concordando majoritariamente com eles.